# Forever the Sickest Kids
I Forever the Sickest Kids erano un gruppo musicale statunitense formatosi nel 2006.

## Storia del gruppo

### Formazione e Underdog Alma Mater (2006-2008)
Jonathan Cook e Kyle Burns andavano a scuola insieme e più tardi si unirono a Kent Garrison e a Marc Stewart, fratellastro di Kyle, che aveva frequentato la stessa scuola. Marc contattò allora Caleb Turman, che a sua volta suggerì il suo amico Austin Bello, così la band organizzò un incontro con il quale decisero di formarsi. Per un periodo, Austin e Caleb hanno suonato in una band chiamata Been Bradley, mentre gli altri in una chiamata The Flipside. Nel tardo 2006, entrambi i gruppi hanno avuto una pausa e quindi la band venne ufficialmente creata.
Mentre stava curiosando su Pure Volume, il cantante Jonathan Cook spese accidentalmente 350$ che la band non aveva per ricevere in cambio pubblicità per una canzone che neanche avevano.
Per questa ragione, entrarono in studio e scrissero “Hey Brittany”, che registrarono con il produttore Geoff Rockwell in un paio di giorni. Dal momento in cui fu messa online, “Hey Brittany” guadagnò così tante visite che ci fu una guerra tra 8 case discografiche.
Il 24 aprile 2007 emerse vittoriosa la Universal Mototown che il 3 luglio realizzò l'EP Television Off, Party on. Più tardi seguirono la realizzazione di The Sickest Warped Tour EP e di Hot Party Jamz EP.
Il primo singolo della band “Whoa Oh!(Me vs. Everyone) fu realizzato il 20 aprile 2008.
Il loro album di debutto Underdog Alma Mater uscì più tardi, il 29 aprile e il secondo singolo, “She's a Lady”, fu realizzato il 14 luglio.
Dal 14 marzo al 2 maggio 2008, la band ha supportato All Time Low e The Rocket Summer nel Alternative Press tour.
Durante il Vans Warped Tour 2008, la band ha suonato per la prima volta come headliner con Metro Station, The Cab, Danger Radio e The Maine.
Il 12 giugno, sono apparsi al Late Night with Conan O'Brien, esibendosi con il loro singolo “Whoa Oh! (Me vs. Everyone).
In seguito la band si è diretta a Tokio, Giappone per esibirsi all'annuale Summer Sonic Festival.
A Settembre, la band ha iniziato un breve tour in UK come headliner dopo che i Cobra Starship, gli headliner originali, decisero di posticipare il loro tour.
La band ha inoltre suonato nel Sassy Back Tour tra Ottobre e Novembre, con Cobra Starship, Hit the Lights e Sing It Loud.

### Underdog Alma Mater Deluxe Edition (2009)
Nel Giugno 2008, fu deciso che l'album di debutto, Underdog Alma Mater, sarebbe stato realizzato di nuovo come deluxe edition il 7 luglio 2009. Questa versione contiene le canzoni originali più 17 tracce precedentemente non realizzate, demo e canzoni acustiche.
Il 26 aprile 2009, alcuni membri dei Forever the Sickest Kids, We the Kings, The Tattle-Tales e molte altre persone, sono stati feriti in un incidente con la polizia di Philadelphia al Theatre of the Living Arts, via dove si esibiscono le band per il Bamboozle Road Tour.
Travis Clark dei We the Kings ha dichiarato “i poliziotti ci hanno maltrattato per niente!”
Dal 22 luglio al 23 agosto 2009, la band ha inoltre suonato al Vans Warped Tour.

### The Weekend (2009-fino ad ora)
Il 17 novembre 2009, la band ha realizzato il primo dei tre mini-LP (la collezione si chiama 3P) intitolato The Weekend: Friday. Le altre due parti del 3P, The Weekend: Saturday e The Weekend: Sunday, sono previste per l'autunno 2010 e l'estate 2011.
Il primo singolo tratto da The Weeknd: Friday è “What Do You Want From Me?” e il video è stato realizzato quello stesso mese.
I Forever the Sickest Kids insieme ai We the Kings, ha supportato gli You Me At Six nel loro Tour sold out in UK, tour che è durato dal 9 al 20 marzo 2010.
I ragazzi hanno supportato The Downtown Fiction, All Time Low, Boys Like Girls, Third Eye Blind, e LMFAO durante il The Bamboozle Roadshow 2010 e inoltre altri numerosi supporti come 3OH!3, Good Charlotte, Cartel, e Simple Plan.
La band sta registrando la seconda parte della serie The Weekend con il produttore David Bendeth. Un singolo dell'album The Weekend: Saturday è stato pubblicato su YouTube il 5 giugno 2010 ed è intitolato Keep on Bringing Me Down. Un'altra canzone, trapelata sempre da YouTube, è Get Over Yourself. The Weekend: Saturday sarà un album con molto materiale e sarà realizzato il 19 ottobre.
I FTSK hanno terminato il tour "The Summer Camp for the Dope Awesome Kids Tour" nel quale sono comparsi The Scene Aesthetic, The Ready Set, A Cursive Memory e Phone Calls From Home.

## Membri
- Jonathan Cook – voce
- Austin Bello – basso, voce
- Caleb Turman – chitarra ritmica, voce
- Kent Garrison – Tastiera (strumento musicale), Chitarra folk
- Marc Stewart – chitarra
- Kyle Burns – batteria

## Discografia
Album in studio
- 2008 - Underdog Alma Mater
- 2009 - The Weekend: Friday
- 2010 - The Weekend: Saturday

EP
- 2007 - Television Off, Party On
- 2007 - The Sickest Warped Tour EP
- 2008 - Hot Party Jamz

Singoli
- "Whoa Oh! (Me vs. Everyone)"
- "She's a Lady"
- "What Do You Want From Me"
- "She Likes (Bittersweet Love)"
- "Keep on Bringing Me Down"

Compilation
- Punk Goes Crunk: cover di "Men in Black", di Will Smith
- Punk Goes Classic Rock: cover di "Crazy Train", di Ozzy Osbourne

Apparizioni
- 2009 - "Jumping (Out The Window) (The Remix) [Guitar Down Version]" di Ron Browz (ft. Forever the Sickest Kids)
- 2010 - "Um Lance, Não Um Romance" di Cine (ft. Forever the Sickest Kids)